# Гранична множина
Гранична множина — математичне поняття, що означає множину станів, якої досягає математичний об'єкт, що залежить від часу (наприклад, динамічна система), за нескінченний проміжок часу. Іншими словами, це множина станів, до яких об'єкт необмежено наближається за необмеженого зростання (або спадання) часу.

## В теорії динамічних систем
Нехай {\displaystyle x=\varphi (t)} — траєкторія векторного поля (динамічної системи) зі фазовим простором X. Точку {\displaystyle x_{*}\in X} називають ω-граничною (α-граничною) точкою цієї траєкторії, якщо існує послідовність {\displaystyle t_{n}\to +\infty } (відповідно, {\displaystyle t_{n}\to -\infty } ) така, що {\displaystyle \varphi (t_{n})\to x_{*}}. Відповідно, α-граничною (ω-граничною) множиною цієї траєкторії називають множину, що складається з усіх її α-граничних (ω-граничних) точок.
Теорема. Як α-гранична, так і ω-гранична множини є інваріантними і замкнутими множинами.